# Bataille du Garigliano (1503)
Pour les articles homonymes, voir Bataille du Garigliano.
Troisième guerre d’Italie
Batailles
- Capoue (1501)
- Seminara (25 décembre 1502)
- Barletta (13 février 1503)
- Ruvo (23 février 1503)
- Seminara (21 avril 1503)
- Cérignole (28 avril 1503)
- Garigliano (29 décembre 1503)

La bataille du Garigliano opposa les Français et les Espagnols durant la troisième guerre d'Italie. Elle eut lieu le 29 décembre 1503 et se termina par la victoire des Espagnols.

## Situation
À la mi-novembre 1503, les armées françaises et espagnoles sont séparées par le Garigliano, un petit fleuve à 70 kilomètres au nord de Naples, campant toutes les deux sur des terres marécageuses et insalubres. Les Espagnols ont tenté plusieurs fois de traverser le fleuve en fabriquant des ponts de fortune, mais ont échoué à chaque fois. Les Français, sous les ordres de Ludovic II de Saluces, ont quant à eux leur campement à l'embouchure du fleuve, près des ruines de Minturnae, et bénéficient d'une bonne base de ravitaillement au port de Gaète.
Alors que Gonzalve de Cordoue, le commandant de l'armée espagnole, hésite entre attaquer ou se replier, il reçoit des renforts venus de Naples menés par Bartolomeo d'Alviano. Il décide alors de déplacer quelques unités afin de faire croire à Saluces qu'il se replie sur le fleuve Volturno, alors qu'il projette en réalité de franchir le Garigliano en utilisant des ponts faits à partir de bateaux et de tonneaux, qu'il a fait construire au château de Mondragone, à 12 kilomètres au sud du camp espagnol.

## La bataille
Dans la nuit du 27 au 28 décembre, les Espagnols apportent leurs ponts improvisés près du château de Suio, à un endroit hors de vue des Français, à six kilomètres au nord de leur dernier camp. D'Alviano, qui commande l'avant-garde, fait débuter la construction du pont à l'aube et, vers dix heures, 2 000 Espagnols franchissent le Garigliano.
Les 300 arbalétriers français en garnison à Suio ne remarquent pas ces mouvements et Gonzalve de Cordoue fait donc traverser 2 000 hommes de plus, dont 200 cavaliers commandés par Prospero Colonna, avant de donner l'ordre d'attaquer le pont occupé par les Français. Quand l'avant-garde de d'Alviano atteint Suio, les arbalétriers battent en retraite sur Minturno, permettant aux Espagnols d'occuper Castelforte, où ils passent la nuit.
Les Français, qui ont de nombreux soldats malades, ne peuvent envoyer des renforts, aussi le capitaine français en poste au pont du Garigliano décide-t-il de le détruire et de battre en retraite sur Gaète, abandonnant les malades ainsi que neuf canons. 
Informé de cette retraite, Gonzalve de Cordoue décide de les poursuivre, et la cavalerie de Colonna rattrape les Français qui sont engagés dans la traversée d'un pont étroit, près de Scauri. Néanmoins, grâce aux exploits du chevalier Bayard qui tient seul le pont en obligeant les Espagnols à l'affronter un contre un, les Français arrivent à s'échapper. Après une série de combats, les Français prennent position près du village de Mola, où ils résistent aux tentatives d'encerclement faites par les Espagnols. Néanmoins, l'arrivée du reste de l'armée espagnole force le marquis de Saluces à battre une nouvelle fois en retraite, retraite qui tourne à la déroute, les Français perdant un grand nombre d'hommes, morts ou prisonniers, au cours de celle-ci. 
Enfermés dans Gaète, les Français se rendent après quelques jours de siège, et l'Espagne gagne alors une totale suprématie sur le royaume de Naples, domination qui durera plus de deux siècles.